# Berdjuzsjei járás

A Berdjuzsjei járás a Tyumenyi területen

A Berdjuzsjei járás (oroszul Бердюжский район) Oroszország egyik járása a Tyumenyi területen. Székhelye Berdjuzsje.

## Népesség
- 1989-ben 14 659 lakosa volt.
- 2002-ben 13 019 lakosa volt, melyből 11 916 orosz, 521 kazah, 162 német, 119 ukrán, 62 csuvas, 48 fehérorosz, 42 tatár stb.
- 2010-ben 11 490 lakosa volt, melyből 10 540 orosz, 471 kazah, 135 német, 86 ukrán, 37 csuvas, 28 tatár, 25 fehérorosz stb.